# Zich Ferenc
Zich Ferenc (Silberberg vagy Dobuschka, 1867 – Budapest, 1913. október 16.) cseh származású magyar festőművész, Zich Ferdinánd fivére.

## Élete
A csehországi Silberbergből (más források szerint Dobuschkából) származott, de már fiatal korától Magyarországon élt. Később Münchenben és Párizsban tanult (Andrássy Gyula támogatásával), és Camille Corot stílusára emlékeztető, finom hangulatelemekkel átszőtt tájképeket festett Budapesten. 1896-ban az Eisenhut Ferenc-féle körképen az épületek megfestését készítette. Munkái Andrássy Gyula mellett ifj. Wolfner Józsefhez, Bálint Dezsőhöz, és Tamás Henrikhez kerültek.
Zárkózott alaptermészete, illetve gyenge, beteges szervezete miatt a művészeti életben nem vett részt, munkásságát kevesen ismerték a maga korában.